# Louise Lester
Pour les articles homonymes, voir Lester.
Louise Lester (née le 8 août 1867 à Milwaukee, dans le Wisconsin et morte le 18 novembre 1952 à Hollywood, en Californie) est une actrice et scénariste américaine de la période du cinéma muet.

## Biographie
Louise Lester créa le personnage de Calamity Anne, qu'elle reprit dans plusieurs films.

### Vie privée
Louise Lester fut l'épouse de Jack Richardson, puis du réalisateur Frank Beal, et la mère de Scott Beal.

## Filmographie partielle

### Année 1911
- 1911 : The Poisoned Flume de Allan Dwan
- 1911 : The Boss of Lucky Ranch de Allan Dwan
- 1911 : The Opium Smuggler de Allan Dwan
- 1911 : Crazy Gulch de Allan Dwan
- 1911 : A Western Dream de Allan Dwan
- 1911 : The Witch of the Range de Allan Dwan
- 1911 : The Elopement on Double L Ranch de Allan Dwan
- 1911 : The Cowboy's Ruse de Allan Dwan
- 1911 : The Circular Fence de Allan Dwan
- 1911 : Auntie and the Cowboys de Allan Dwan
- 1911 : The Land Thieves de Allan Dwan
- 1911 : The Trail of the Eucalyptus de Allan Dwan
- 1911 : The Ranchman's Nerve de Allan Dwan

### Année 1912
- 1912 : The Law of God de Allan Dwan
- 1912 : The Maid and the Man de Allan Dwan
- 1912 : The Eastern Girl de Allan Dwan
- 1912 : The Distant Relative de Allan Dwan
- 1912 : From the Four Hundred to the Herd de Allan Dwan
- 1912 : The Haters de Allan Dwan
- 1912 : The Wandering Gypsy de Allan Dwan
- 1912 : Her Own Country de Allan Dwan
- 1912 : The Intrusion at Lompoc de Allan Dwan
- 1912 : The Recognition de Allan Dwan
- 1912 : The Blackened Hills de Allan Dwan
- 1912 : The Girl of the Manor de Allan Dwan
- 1912 : The Reward of Valor de Allan Dwan
- 1912 : Calamity Anne's Ward de Allan Dwan
- 1912 : Cupid Through Padlocks de Allan Dwan
- 1912 : For the Good of Her Men de Allan Dwan
- 1912 : Maiden and Men de Allan Dwan
- 1912 : Man's Calling de Allan Dwan
- 1912 : The Evil Inheritance de Allan Dwan
- 1912 : The Dawn of Passion de Allan Dwan
- 1912 : The Animal Within de Allan Dwan
- 1912 : The Call of the Open Range de Allan Dwan
- 1912 : The Greaser and the Weakling de Allan Dwan

### Année 1913
- 1913 : Angel of the Canyons de Allan Dwan
- 1913 : Matches de Allan Dwan
- 1913 : The Wishing Seat de Allan Dwan
- 1913 : Ashes of Three de Allan Dwan
- 1913 : The Great Harmony de Allan Dwan
- 1913 : The Finer Things de Allan Dwan
- 1913 : Love Is Blind de Allan Dwan
- 1913 : The Road to Ruin de Allan Dwan

### Années 1914-1935
- 1914 : The Son of Thomas Gray de Lorimer Johnston
- 1914 : Destinies Fulfilled de Lorimer Johnston
- 1914 : At the Potter's Wheel de Lorimer Johnston
- 1914 : A Blowout at Santa Banana de Lorimer Johnston
- 1914 : Jack Meets His Waterloo de Lorimer Johnston
- 1914 : The Adventures of Jacques de Lorimer Johnston
- 1915 : The Little Lady Next Door de B. Reeves Eason
- 1915 : The Barren Gain de B. Reeves Eason
- 1915 : Hearts in Shadow de B. Reeves Eason
- 1915 : Two Spot Joe de Donald MacDonald
- 1915 : Profit from Loss de B. Reeves Eason
- 1915 : The Sheriff of Willow Creek de Frank Cooley
- 1915 : Playing for High Stakes de Donald MacDonald
- 1915 : Broadcloth and Buckskin de Frank Cooley
- 1916 : The Silken Spider de Frank Borzage
- 1916 : April de Donald MacDonald
- 1916 : Realization de Tom Ricketts
- 1916 : The Gentle Conspiracy de Carl M. Leviness
- 1917 : Double Revenge de Allan Dwan
- 1919 : Le Proscrit (The Outcasts of Poker Flat) de John Ford
- 1920 : Le Tour du monde d'un gamin irlandais (The Luck of the Irish) d'Allan Dwan
- 1923 : Her Reputation de John Griffith Wray
- 1924 : The Desert Hawk de Leon De La Mothe
- 1925 : Galloping On de Richard Thorpe
- 1925 : Second Choice de Howard Bretherton
- 1930 : Wide Open d'Archie Mayo
- 1935 : Straight from the Heart de Scott R. Beal